# Curso de Realização Audiovisual
O Curso de Realização Audiovisual (CRAV) é um dos cursos da Unisinos, em São Leopoldo, a 40 quilômetros de Porto Alegre. Criado em 2003, o CRAV foi o primeiro curso superior de cinema e audiovisual do Rio Grande do Sul. Já formou oito turmas e permanece sendo o único curso da área em nível de bacharelado na Região Sul do Brasil.

## Estrutura do curso
O CRAV disponibiliza 40 vagas por ano, e a formação dos alunos não é apenas em cinema, mas também para televisão, publicidade, vídeo, fotografia e animação.
A carga horária total é de 3385 horas e o curso é organizado por trimestres. As cinco primeiras turmas tiveram formação em 3 anos (9 trimestres). A partir da sexta turma (ingressada em 2008), o novo currículo prevê as mesmas atividades distribuídas em 4 anos (9 trimestres + 2 semestres).
As aulas são à tarde, de segunda a sexta, e a matrícula é por trimestre, e não por disciplina. Como o curso se estrutura em torno de trabalhos em grupo, muitos deles transdisciplinares, não seria possível a um aluno matriculado apenas em uma ou duas disciplinas acompanhar o desenvolvimento da turma.

## Grade curricular

### Primeiro ano
No trimestre 1, as disciplinas oferecidas são Introdução à Linguagem Audiovisual, Introdução à Realização Audiovisual, Fotografia (fixa), Imagem Eletrônica (introdução à televisão e vídeo), História do Cinema Internacional, Repertório Cinematográfico (projeção comentada de filmes clássicos), Teoria da Comunicação, Laboratório de Linguagem (língua portuguesa), Desenvolvimento de Jogos (eletrônicos) e Estética e História da Imagem. Como se trata de um trimestre de introdução e familiarização da turma, ainda não há realização de produtos transdisciplinares.
No trimestre 2, as novas atividades são: Decupagem, História do Cinema Brasileiro, Jornalismo, Dramaturgia e Literatura e Montagem. Seguem ainda as atividades de Fotografia (2), Imagem Eletrônica (2), História do Cinema Internacional (2), Laboratório de Linguagem (2) e Estética e História da Imagem (2). O primeiro trabalho interdisciplinar é a realização de uma Reportagem Televisiva, planejada e realizada por cada grupo de 5 a 6 alunos.
No trimestre 3, encerrando o primeiro ano de CRAV, iniciam os estudos de Direção de Fotografia, Direção de Arte, Roteiro e Som, além de Gêneros Televisivos e Teoria do Cinema. Seguem História do Cinema Brasileiro (2), Montagem (2), História do Cinema Internacional (3) e Fotografia (3). O trabalho transdisciplinar do trimestre é a produção de um Videoclipe, realizado por cada grupo de 5 ou 6 alunos.

### Segundo ano
No trimestre 4 são iniciadas as atividades de Direção, Produção e Animação, além de História da TV brasileira. Prosseguem os estudos de Montagem (3), Roteiro (2), Direção de fotografia (2), Direção de Arte (2), Som (2), Gêneros Televisivos (2) e Teoria do Cinema (2). A atividade transdisciplinar é a realização de um capítulo de Sitcom (comédia para televisão), com planejamento e execução por grupo de 10 a 12 alunos.
No trimestre 5, são introduzidas as disciplinas de Documentário e de Análise de Filmes. Seguem as atividades de Direção (2), Produção (2), Animação (2), Direção de Fotografia (3), Direção de Arte (3), Roteiro (3), Som (3) e Teoria do Cinema (3). O foco do trabalho transdisciplinar neste trimestre é o Documentário, planejado e executado por cada grupo de 5 ou 6 alunos.
O trimestre 6, que marca o final do segundo ano de curso, encerra os estudos de nível básico de Direção (3), Produção (3), Animação (3) e Roteiro (3), além de Documentário (2). Os alunos têm uma nova atividade de Repertório Cinematográfico (2), além de Finalização de Produtos Audiovisuais, Ética e um estudo específico sobre Publicidade. Neste momento do curso, o trabalho transdisciplinar é no formato Comercial, que é executado integralmente em grupos de 5 a 6 alunos.

### Especialidades
No início do terceiro ano do curso, cada aluno se matricula em quatro especialidades, sendo duas obrigatórias:
- direção
- produção

e mais duas eletivas, de um total de seis opções:
- roteiro
- direção de fotografia
- direção de arte
- montagem
- som
- animação

### Terceiro ano
Durante todo o terceiro ano, as atividades transdisciplinares envolvem a realização dos Projetos experimentais, na forma de filmes de curta-metragem de 5 a 15 minutos cada, em quantidade igual ao número de alunos .
No trimestre 7, iniciam os estudos das especialidades. Nas aulas obrigatórias de direção e produção, os alunos preparam seus projetos experimentais, com uma apresentação oral, pelo diretor e pelo produtor de cada filme, para uma banca de professores. Nas demais especialidades, os alunos se organizam em equipes para a posterior realização dos curtas, e estudam conteúdos avançados em cada área de atividade. Há ainda uma oficina específica de Assistência de direção para preparar a filmagem dos curtas, e uma disciplina complementar de Cinema Experimental e Videoarte.
No trimestre 8, começa a filmagem dos curtas, em equipes - um ou dois filmes a cada semana, dependendo do tamanho da turma. Os filmes são planejados na especialidade de Produção, discutidos esteticamente em Direção de fotografia e Direção de arte, analisados em Direção, finalizados nas disciplinas de Montagem e Som. Os alunos da especialidade de Roteiro dedicam-se ao projeto de um longa-metragem e os de Animação, a um projeto específico da área.
O trimestre 9 é todo dedicado à complementação dos estudos avançados das especialidades e à finalização e avaliação dos projetos experimentais em vídeo, que ao final do ano são exibidos numa mostra coletiva . Cada filme tem um diretor, um assistente de direção, um produtor, um diretor de fotografia, um diretor de arte, um montador e um diretor de som - e cada uma destas funções deve gerar um relatório específico sobre o trabalho e sua influência no resultado final do filme, relatório este que será discutido em aula, na especialidade correspondente.

### Projetos experimentais
Como conseqüência das especialidades desenvolvidas, cada aluno realiza, no terceiro ano do curso, pelo menos cinco vídeos de curta-metragem: um como produtor; um como diretor; um como assistente de direção; e ainda no mínimo um em cada uma das duas especialidades eletivas. Por motivos didáticos, não é permitido ao aluno dividir ou compartilhar cada uma dessas funções com algum colega.
Tendo cada curta uma equipe básica formada por sete alunos (produtor, diretor, assistente de direção, diretor de fotografia, diretor de arte, diretor de som e montador), uma turma de 30 alunos realiza, no seu terceiro ano de curso, 30 curtas-metragens, sendo que cada aluno participa, em média, de sete produções .

### Quarto ano
O quarto ano do CRAV é dedicado a atividades de estágio e pesquisa. O estágio é realizado em parceira com a TV Unisinos e com diversas empresas de produção cinematográfica da região metropolitana de Porto Alegre. Os alunos recebem orientação semanal para o trabalho do estágio, e são avaliados ao final de cada semestre.
Complementando a vertente teórica da formação prevista para a graduação em Realização Audiovisual, há uma disciplina de Metodologia e Pesquisa em Comunicação, em que o aluno recebe orientação para desenvolver um projeto de monografia. Finalmente, no último semestre, cada aluno precisa redigir sua monografia como trabalho de conclusão de curso, tendo seu projeto de pesquisa recebido e acompanhado por um professor orientador, e tendo seu texto final aprovado por uma banca examinadora.